# Live from Madison Square Garden
Live from Madison Square Garden — двойной концертный альбом британских музыкантов Эрика Клэптона и Стива Уинвуда, записанный в конце февраля 2008 г. в Мэдисон-сквер-гарден (Нью-Йорк). Это девятый концертный альбом Клэптона и первый студийный альбом Уинвуда. Выпущен 19 мая 2009 г. лейблами Duck Records и Reprise Records.

## Об альбоме
Содержание концерта и альбома составили композиции разных лет, в том числе, песни из репертуара группы Blind Faith, в которой некоторое время играли оба участника, некоторые песни групп Traffic, Derek and the Dominos, композиции из сольного репертуара Клэптона и Уинвуда, а также кавер-версии известных композиций других рок- и блюз-исполнителей, в том числе, «Little Wing» и «Voodoo Chile» Джимми Хендрикса и «Georgia on My Mind».
Альбом был положительно оценен критиками, в частности, Стефен Томас (Stephen Thomas Erlewine) охарактеризовал его как «полностью удовлетворительное, если не удивительное, воссоединение» Клэптона и Уинвуда.

## Список композиций (CD)
| №   | Название                      | Музыка                                                | Длительность |
| --- | ----------------------------- | ----------------------------------------------------- | ------------ |
| 1.  | «Had to Cry Today»            | Steve Winwood                                         | 7:47         |
| 2.  | «Low Down»                    | J.J. Cale                                             | 4:10         |
| 3.  | «Them Changes»                | Buddy Miles                                           | 5:10         |
| 4.  | «Forever Man»                 | Jerry Lynn Williams                                   | 3:33         |
| 5.  | «Sleeping in the Ground»      | Sam Myers                                             | 4:50         |
| 6.  | «Presence of the Lord»        | Eric Clapton                                          | 5:23         |
| 7.  | «Glad»                        | Steve Winwood                                         | 4:13         |
| 8.  | «Well All Right»              | Jerry Allison/Buddy Holly/Joe B. Mauldin/Norman Petty | 5:35         |
| 9.  | «Double Trouble»              | Otis Rush                                             | 8:06         |
| 10. | «Pearly Queen»                | Jim Capaldi/Steve Winwood                             | 6:10         |
| 11. | «Tell the Truth»              | Eric Clapton/Bobby Whitlock                           | 6:42         |
| 12. | «No Face, No Name, No Number» | Jim Capaldi/Steve Winwood                             | 4:09         |

| №  | Название                             | Музыка                               | Длительность |
| -- | ------------------------------------ | ------------------------------------ | ------------ |
| 1. | «After Midnight»                     | J.J. Cale                            | 4:45         |
| 2. | «Split Decision»                     | Joe Walsh/Steve Winwood              | 6:25         |
| 3. | «Rambling on My Mind (Clapton only)» | Robert Johnson                       | 4:01         |
| 4. | «Georgia on My Mind (Winwood only)»  | Hoagy Carmichael/Stuart Gorrell      | 5:05         |
| 5. | «Little Wing»                        | Jimi Hendrix                         | 6:42         |
| 6. | «Voodoo Chile»                       | Jimi Hendrix                         | 16:23        |
| 7. | «Can't Find My Way Home»             | Steve Winwood                        | 5:33         |
| 8. | «Dear Mr. Fantasy»                   | Jim Capaldi/Steve Winwood/Chris Wood | 7:41         |
| 9. | «Cocaine»                            | J.J. Cale                            | 6:41         |

## Участники записи
- Eric Clapton — гитара, вокал
- Steve Winwood — гитара, вокал, клавишные
- Chris Stainton — клавишные
- Willie Weeks — бас-гитара
- Ian Thomas — ударные